# مهند ناصر
مهند ناصر (4 أبريل 1983 العراق العراق - ) هو لاعب كرة قدم عراقي سابق لعب كلاعب وسط.

## روابط خارجية
- مهند ناصر على موقع ناشيونال فوتبول تيمز (الإنجليزية)